# Carré Otis
Carré Otis (San Francisco, 28 september 1968) is een Amerikaanse actrice en fotomodel.
Carré Otis begon op 14-jarige leeftijd met acteren, voordat ze als fotomodel te werk ging. Nadat ze een jaar vanuit het ouderlijk huis als model had gewerkt, vertrok ze naar New York om daarmee verder te gaan. Haar carrière groeide enorm, nadat ze in het Franse modetijdschrift Elle stond. 
Als actrice kwam haar doorbraak in 1990 met het sensuele Wild Orchid, naast m.n. Mickey Rourke. 
Ze had anorexia en boulimie, sommige bronnen vermelden ook dat er sprake is van dyslexie. Ze was verslaafd aan cocaïne en heroïne, ze was bijna aan een overdosis overleden. Ze vertelt nu over de gevolgen van anorexia aan jongeren. Ze heeft een schotwond in haar rechterschouder (1996, New Mexico) en ze heeft vijf tatoeages: twee op de rechterenkel en een op de linker, een grote op haar rug en een arend op haar pols.
Ze was van 1992 tot 1998 getrouwd met Mickey Rourke.

## Filmografie
- Wild Orchid, (1990) als Emily Reed
- Exit in Red, (1996) als Kate
- Simon Says, (1998) als Elaine Johnston
- Going Back, (2001) als Kathleen

### Televisieoptredens
- Naked on the Inside (2007) ... haarzelf
- "E! True Hollywood Story" - Carré Otis (2002) tv-episode ... haarzelf
- "Tracey Takes On..." - Erotica (1999) tv-episode #4.6 ... haarzelf
- "The Word" - Episode #5.2 (1994) tv-episode ... haarzelf

- Bibliothèque nationale de France: cb14212973f (data)
- Gemeinsame Normdatei: 142297666
- International Standard Name Identifier: 0000 0001 2119 6207
- Library of Congress Control Number: n2011048418
- Virtual International Authority File: 7599387
- WorldCat: E39PBJfcM4Wj7g4dTGC3rWTJXd